# Lacuna Coil (EP)
Lacuna Coil es un EP de la banda de gothic metal italiana Lacuna Coil. Fue lanzado el 7 de abril de 1998 por Century Media.

## Lista de canciones
| Lacuna Coil EP |                                                           |          |  |
| N.º            | Título                                                    | Duración |  |
| 1.             | «No Need to Explain»                                      | 3:39     |  |
| 2.             | «The Secret...»                                           | 4:18     |  |
| 3.             | «This Is My Dream»                                        | 4:08     |  |
| 4.             | «Soul into Hades»                                         | 4:55     |  |
| 5.             | «Falling»                                                 | 5:41     |  |
| 6.             | «Un fantasma tra noi (A Ghost Between Us)» (instrumental) | 5:24     |  |
| 28:05          |                                                           |          |  |

## Personal

### Músicos
- Cristina Scabbia - voz
- Andrea Ferro - voz
- Marco Coti Zelati - bajo
- Claudio Leo - guitarra
- Raffaele Zagaria - guitarra
- Leonardo Forti - batería

### Producción
- Waldemar Sorychta - productor musical
- Carsten Drescher - diseños